# Ramón Menéndez Pidal
Ramón Menéndez Pidal (13. březen 1869, A Coruña – 14. listopad 1968, Madrid) byl španělský vysokoškolský pedagog, filolog, zaměřením hispanista, historik a literární kritik. Od roku 1902 byl členem Španělské královské akademie (RAE), jíž dokonce v roce 1925 poprvé předsedal. Platí za nestora a zároveň otce španělské filologie, který zasvětil významnou část svého života výzkumu středověkého eposu o El Cidovi. Bývá také řazen ke španělskému literárnímu uskupení, zvaného Generación 98.

## Život a dílo
Narodil se jako nejmladší ze šestí dětí v rodině soudce. V roce 1893 ukončila svoje studia na univerzitě v Madridu, kde byl žákem španělského romanisty a literárního vědce Marcelina Menéndeze Pelayi. Roku 1900 se oženil se španělskou filoložkou, spisovatelkou a vysokoškolskou pedagožkou, Maríou Amalií Goyri y Goyri, která mu o rok později porodila dceru Jimenu. V roce 1902 byl poprvé zvolen členem Španělské královské akademie (RAE), jíž dokonce v následujících dekádách opakovaně předsedal. V období Španělské občanské války (1936–1939) pobýval ve francouzském Bordeaux, na Kubě, ve Spojených státech amerických a nakonec také v Paříži.
Roku 1910 založil v Madridu se skupinou intelektuálů Centro de Estudios Históricos (Centrum historických studií) a o čtyři roky později i časopis Revista de Filología Española (RFE; Časopis pro španělskou filologii). Již v letech 1908–1912, kdy se zabýval psaním svojí doktorské práce, se vědecky věnoval španělskému hrdinskému eposu o El Cidovi (El Cantar de Mio Cid, česky Píseň o Cidovi). Věhlas mu přinesla historická studie La España del Cid (1929), která jej proslavila až za hranicemi Španělska.
Ramón Menéndez Pidal zemřel v roce 1968 ve věku 99 let, pochován byl na hřbitově Cementerio de San Justo v Madridu. Jeho vnukem byl španělský romanista a hispanista Diego Catalán Menéndez Pidal (1928–2008).

## Galerie

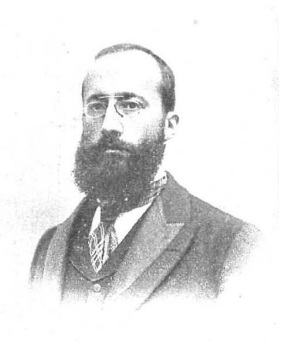
Ramón Menéndez Pidal
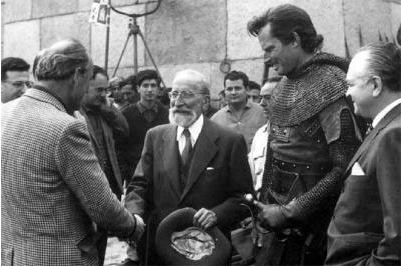
Ramón Menéndez Pidal (uprostřed)
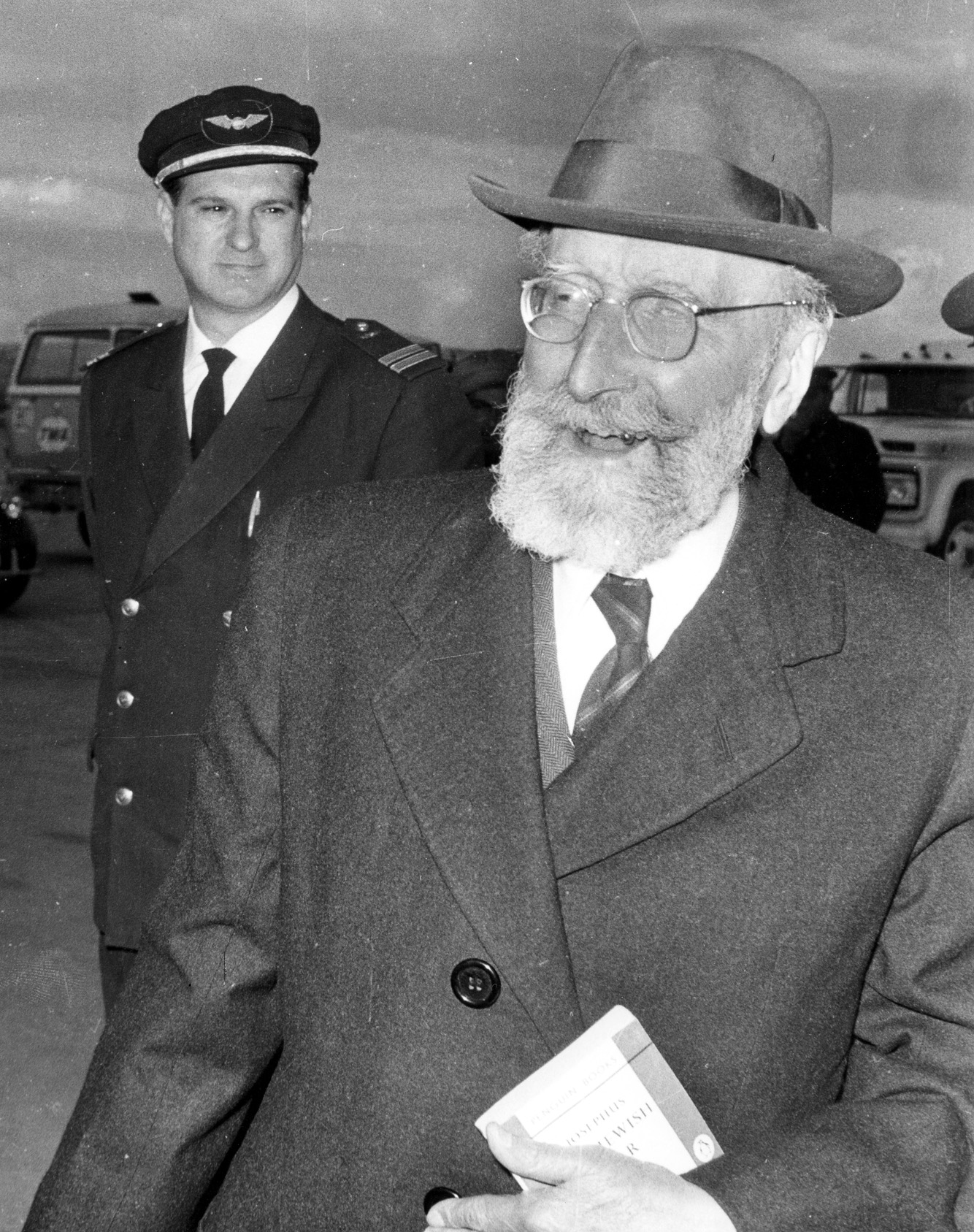
Ramón Menéndez Pidal
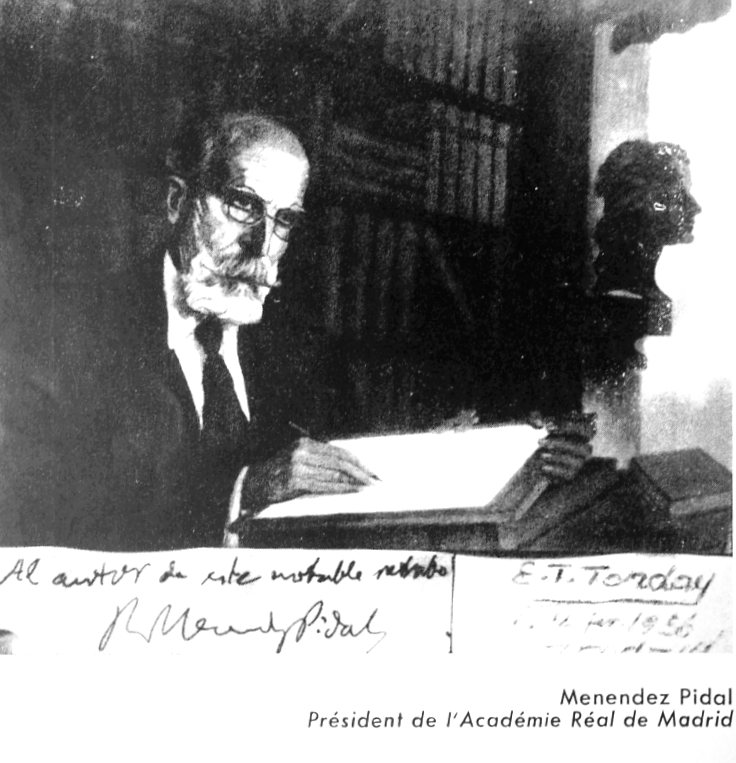
Ramón Menéndez Pidal
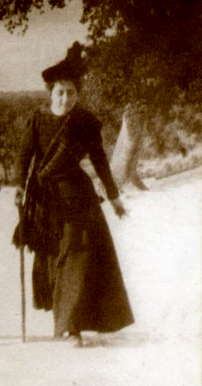
María Amalia Goyri y Goyri, zkráceně María Goyri, choť Ramóna Menéndeze Pidala